# Molochio
Molochio (Mòlokos en grec-calabrais) est une commune italienne de 2 384 habitants de la province de Reggio de Calabre, dans la région Calabre. Molochio est située au cœur de l’Aspromonte, et est connue pour sa haute prévalence de centenaires.

## Origines du nom
Le toponyme Molochio, selon une hypothèse très accréditée, dériverait du grec malakos (d’où molokhion, en latin moloche), avec le sens de mauve, une plante dont la zone était autrefois très riche. L’italianisation du nom du village n’a eu lieu que depuis près d’un siècle ; avant cela, le terme dans sa prononciation originale s’écrivait et se lisait mulóçi (ou mulòxi[réf. incomplète]).

## Administration
| Période                                  | Période | Identité | Étiquette | Qualité |
| ---------------------------------------- | ------- | -------- | --------- | ------- |
|                                          |         |          |           |         |
| Les données manquantes sont à compléter. |         |          |           |         |

### Communes limitrophes
- Ciminà
- Cittanova
- Taurianova
- Terranova Sappo Minulio
- Varapodio

## Personnalités liées à Molochio
- Valter Longo (1967), gérolontogue, en est originaire[8].